# 1110
| [ Edytuj tabelę ]          |                                                                                            |
| Książę Polski              | - 1102 Bolesław Krzywousty 1138                                                            |
| Król Angkoru               | - 1101 Nurpatindrawarman III 1113 - 1107 Dharanindrawarman I 1113                          |
| Król Anglii                | - 1100 Henryk I 1135                                                                       |
| Król Aragonii i Nawarry    | - 1104 Alfons I Waleczny 1134                                                              |
| Hrabia Barcelony           | - 1082 Rajmund Berengar III Wielki 1131                                                    |
| Książę Bawarii             | - 1101 Welf II 1120                                                                        |
| Książę Burgundii           | - 1102 Hugo II 1143                                                                        |
| Cesarz Bizancjum           | - 1081 Aleksy I Komnen 1118                                                                |
| Cesarz Chin                | - 1100 Song Huizong 1125                                                                   |
| Książę Czech               | - 1109 Władysław I 1117                                                                    |
| Król Danii                 | - 1104 Niels Stary 1134                                                                    |
| Władca Egiptu              | - 1101 Al-Amir 1130                                                                        |
| Król Francji               | - 1108 Ludwik VI Gruby 1137                                                                |
| Król Gruzji                | - 1089 Dawid IV Budowniczy 1125                                                            |
| Hrabia Holandii            | - 1091 Floris II Gruby 1121                                                                |
| Cesarz Japonii             | - 1107 Toba 1123                                                                           |
| Kalif                      | - 1094 Al-Mustazhir 1118                                                                   |
| Król Kastylii              | - 1109 Urraka Kastylijska 1126                                                             |
| Wielki książę Kijowa       | - 1093 Światopełk II Michał 1113                                                           |
| Patriarcha Konstantynopola | - 1084 Mikołaj III Gramatyk 1111                                                           |
| Władca Korei               | - 1105 Yejong 1122                                                                         |
| Państwo Almorawidów        | - 1106 Ali ibn Jusuf 1143                                                                  |
| Król Norwegii              | - 1103 Olaf Magnusson 1115 - 1103 Eystein I Magnusson 1123 - 1103 Sigurd I Krzyżowiec 1130 |
| Książę Obodrzyców          | - 1093 Henryk Gotszalkowic 1127                                                            |
| Hrabia Palatynatu          | - 1095 Zygfryd z Ballenstadt 1113                                                          |
| Papież                     | - 1099 Paschalis II 1118 - 1105 antypapież Sylwester IV 1111                               |
| Hrabia Portugalii          | - 1093 Henryk Burgundzki 1112                                                              |
| Sułtan Rumu                | - 1107 Malikszah 1116                                                                      |
| Książę Saksonii            | - 1106 Lotar III 1127                                                                      |
| Sułtan Wielkich Seldżuków  | - 1104 Mohammad Tapar 1118                                                                 |
| Król Szkocji               | - 1107 Aleksander I Szkocki 1124                                                           |
| Król Szwecji               | - 1083 Inge I Starszy 1110 - 1110 Filip Hallstensson 1118                                  |
| Doża Wenecji               | - 1102 Ordelafo Faliero 1117                                                               |
| Król Węgier                | - 1095 Koloman Uczony 1116                                                                 |

Rok 1110 / MCX
stulecia: XI wiek ~
XII wiek ~
XIII wiek

lata: 1100 «
1105 «
1106 «
1107 «
1108 «
1109 «
1110
» 1111
» 1112
» 1113
» 1114
» 1115
» 1120

## Wydarzenia w Polsce
- Najazd Krzywoustego na Czechy.
- 8 października – zwycięstwo wojsk polskich w bitwie nad Trutiną w trakcie wyprawy Bolesława Krzywoustego do Czech.

## Wydarzenia na świecie
- 4 grudnia – Krucjata norweska: krzyżowcy zdobyli Sydon.
- Wojna w Prusach (przełom roku 1110/1111) prowadzona przez Krzywoustego.
- Wybuchło powstanie antygermańskie wśród Redarów i Doleńców.
- Spór o inwestyturę między Henrykiem V a papieżem Paschalisem II.
- Wyprawa Henryka V do Italii.

## Urodzili się
- Trường Nguyên – wietnamski mistrz thiền ze szkoły vô ngôn thông (zm. 1165)